# てれびげーむマガジン
『てれびげーむマガジン』は、KADOKAWA Game Linkage（旧商号Gzブレイン）が発行する児童・幼年向けゲーム雑誌。通称「てれげー」。発売はKADOKAWA。かつてはエンターブレインが発行していた。2008年11月7日に発刊し、2011年以降はほぼ隔月ペースで偶数月に刊行されている。

## 概要
2008年の発刊当初は『ファミ通DS+Wii』編集部が誌面の作成を担当していた。2012年より同誌とは編集部が分離されたものの、兼任者も存在する。
表紙に「5・6・7・8歳対象」と明記されている通り概ね幼稚園から小学校低学年の児童を対象読者としており、2008年の発刊当初は「たまごっち」など女児に人気の高いキャラクターに関する情報も扱っていた。2010年頃からは女児向けのゲーム作品は余り掲載されなくなった。なお、エンターブレインも2012年9月より女児向けゲームに特化した姉妹誌『ぴこぷり』を独自に発刊した。2018年3月発売の「ぴこぷり April-June 2018」以降一時途絶えていたが、2020年3月発売の「Spring 2020」から再開された。
付録には映像を収録したDVDビデオをつけることがほとんどで、2015年からは当時編集部の若手だった眞田脩平が「さなぴー」名義でゲームの実況プレイを行った動画を中心に収録している。
また、『別冊てれびげーむマガジン スペシャル』という兄弟誌も存在する。こちらもてれびげーむマガジン編集部が編集を担当している。近年は『Minecraft』を中心に取り扱ったものを刊行しているほか、本誌の再録や前述の実況動画の再録DVDを行う年一発売の「人気ゲームDVDスペシャル」がある。2025年1月には対象読者を3歳から5歳に下げた『はじめてのテレビゲームマガジン』というゲーム雑誌も発売される。
対象読者層のうえでの競合誌には講談社『テレビマガジン』や小学館『てれびくん』などが存在する。ただし、これらの雑誌がメインコンテンツとするテレビアニメや特撮に関する情報は、ゲーム化された作品に関してのみ取り扱っている。

## てれびげーむマガジン
てれびげーむマガジンは、2008年に発刊。以降たくさんのゲームを紹介してきた。2023年には、創刊15周年を迎えたのを機に公式インスタグラムを始めた。今でもたくさんのゲームを世に記事にして発信しているのである。

## 別冊てれびげーむマガジン「人気ゲームDVDスペシャル」
別冊てれびげーむマガジン「人気ゲームDVDスペシャル」は、創刊日はわからないが、毎年1月の最初に毎年の去年の分のてれびげーむマガジンの記事、映像を編集部で厳選し、盛り込んでいる。

## さなぴー
さなぴーは、三重県出身で当時編集部一の若手と言われていた。いつもさなぴーは編集部なんですけど、2015年からは付録のDVDにてゲームの実況プレイ動画に出演している。いまではお笑いトリオ大豆デンキューの古沢ことふるちゃんと実況をしている。
そんなさなぴーの家族構成などは奥さん、娘さん、マリオというペットと暮らしている。
マリオが紹介されたポスト
これからのさなぴーを見届けてほしい。

## てれびげーむマガジンチャンネル
2016年に始まったてれびげーむマガジンチャンネル（旧：ぼくらのファミ通チャンネル）。前までウィステリアまい、保田パセリ、水ピンなどでできた。今では、第3金曜日の生放送でお笑いトリオ大豆デンキューの古沢ことふるちゃんと実況をしている。また、火、木にインディーゲーム、マインクラフトの実況をしていたけどまさかマイクラは、47都道府県を達成したため終わったかも。またインディゲームは、わかんない。でも、毎週木曜日に古さなぴーがやっていた過去の実況DVDに収録していたベストセレクションをアップしている。